# Nemanja Radonjić
Nemanja Radonjić - em sérvio, Немања Радоњић (Nis, 15 de fevereiro de 1996) é um futebolista sérvio que atua como ponta-direita. Atualmente joga pelo Estrela Vermelha.

## Carreira
Foi convocado para defender a Seleção Sérvia de Futebol na Copa do Mundo de 2018.